# Anna (film, 2019)
Pour les articles homonymes, voir Anna.
Pour plus de détails, voir Fiche technique et Distribution.
Anna est un film d'espionnage à suspense français écrit, produit et réalisé par Luc Besson et sorti en 2019.

## Synopsis
À Moscou en 1985, au cours d'une même journée, neuf agents infiltrés de la CIA sont éliminés par le KGB sur ordre de son directeur, Vassiliev. Au bureau de la CIA aux États-Unis, l'agent Lenny Miller reçoit leur tête dans des cartons expédiés depuis l'URSS.
Cinq ans plus tard, la jeune Anna Poliatova, menant jusque là une vie misérable aux crochets de son petit ami Petya qui la violente, est prête à tout pour échapper à son quotidien. Elle est alors recrutée par Alexander Tchenkov, qui la forme durant deux ans et demi, avant de la présenter à la très exigeante Olga. À la suite d'une mission-test réussie, Anna commence sa carrière. Six mois plus tard, elle incarne une vendeuse de matriochkas sur un marché afin d'être recrutée pour devenir mannequin à Paris, dans le but de se rapprocher du trafiquant d'armes Oleg Vilenkov et de l'éliminer. L'opération est un succès, Anna n'est même pas suspectée par l'agent Miller, toujours à la CIA.
De mission en mission, Anna apprend le métier et se perfectionne. Après la chute de l'URSS, elle rencontre Vassiliev, qui lui dit qu'elle ne pourra jamais quitter l'ex-KGB désormais SVR, contrairement à la promesse de liberté au bout de cinq ans de service que lui avait faite Alexander ; pour Vassiliev, la seule façon de quitter le KGB est de mourir.
Lorsqu'une opportunité de retrouver sa liberté se présente, Anna l'accepte sans hésitation ; devenue agent double sous le contrôle de Lenny Miller, elle finit par tuer Vassiliev. Elle donne ensuite rendez-vous à ses deux recruteurs, à qui avoir collecté des informations auprès de chacun des services, ce qui devrait lui accorder quelques mois de liberté. Avant de partir, elle avoue à Alexander Tchenkov du SVR et Leonard Miller de la CIA qu'ils sont sa seule famille ; en sortant, elle est apparemment tuée par Olga pour avoir trahi la Russie. Leonard et Alexander tentent de vérifier la mort d'Anna, mais cela leur est impossible. En fait, Anna a utilisé le corps d'une doublure pour simuler sa mort et s'échapper ; Olga l'y a aidée pour prendre la place de Vassiliev.
Dans son bureau du SVR, Olga reçoit un dernier appel d'Anna qui lui demande d'effacer électroniquement son dossier car elle a enregistré leur dernière conversation en voiture. En femme d'honneur, Olga supprime ensuite le dossier d'Anna qui trouve enfin la liberté qu'on lui avait promise.

## Fiche technique
Sauf indication contraire, les informations mentionnées dans cette section peuvent être confirmées par la base de données cinématographiques IMDb,  présente dans la section « Liens externes ».
- Titre original : Anna
- Réalisation et scénario : Luc Besson
- Musique : Éric Serra
- Direction artistique : Gilles Boillot
- Décors : Hugues Tissandier
- Costumes : Olivier Bériot
- Photographie : Thierry Arbogast
- Montage : Julien Rey
- Effets visuels numériques : Rodéo FX, Mikros Image et Digital Factory
- Production : Luc Besson

Producteurs délégués : Jason Cloth et Marc Shmuger
Producteurs exécutifs : Andjelija Vlaisavljevic et Eric Mathis
- Sociétés de production : EuropaCorp, avec la participation de Canal+, Ciné+, OCS et TF1 Films International
- Sociétés de distribution : EuropaCorp (France), Belga Films (Belgique), Elite Films (Suisse romande), Les Films Séville (Québec)
- Budget : 30 millions d'euros[2]
- Pays de production :  France
- Langues originales : anglais, russe
- Format : couleur
- Genres : action, thriller, policier, espionnage
- Durée : 118 minutes
- Dates de sortie[3] :
  - Canada, États-Unis : 21 juin 2019
  - Belgique, France, Suisse romande : 10 juillet 2019

## Distribution
- Sasha Luss (VF : Flora Brunier ; VQ : Laurence Dauphinais) : Anna Poliatova
- Cillian Murphy (VF : Adrien Antoine ; VQ : Adrien Bletton) : Leonard « Lenny » Miller
- Luke Evans (VF : Jérémie Covillault ; VQ : Louis-Philippe Dandenault) : Alexander Tchenkov
- Helen Mirren (VF : Cathy Cerdà ; VQ : Claudine Chatel) : Olga
- Lera Abova (VF : Virginia Anderson ; VQ : Marie-Laurence Boulet) : Maud
- Alexander Petrov : Piotr
- Éric Godon (VF : lui-même) : Vassiliev
- Andrew Howard (VF : Boris Rehlinger ; VQ : Alexandre Daneau) : Oleg Vilenkov
- Adrian Can (VF : Jérôme Pauwels) : John
- Alison Wheeler (VF : elle-même ; VQ : Aurélie Morgane) : Dorothée
- Éric Lampaert (VF : Emmanuel Garijo) : Nato
- Jean-Baptiste Puech (VF : lui-même ; VQ : Nicholas Charbonneaux-Collombet) : Samy
- Pauline Hoarau : un mannequin de Nato
- Jan Oliver Schroeder : Frederick
- Jess Liaudin : le technicien d'Olga
- Emmanuel Ménard : un diplomate

Sources et légende: version française (VF) sur AlloDoublage et version québécois (VQ) sur Doublage Québec

## Production

### Genèse et développement
En octobre 2017, il est révélé que le prochain film de Luc Besson s'intitulera Anna. Luc Besson décrit alors ce projet en commentant « Anna, quand Nikita rencontre Léon ». Par ailleurs, Anna s'inscrit dans la volonté du réalisateur et d'EuropaCorp de produire des films avec un budget d'environ 30 millions de dollars, après l'énorme budget et les résultats décevants de Valérian et la Cité des mille planètes au box-office mondial.

### Attribution des rôles
Sasha Luss, qui tenait un rôle secondaire en capture de mouvement dans Valérian et la Cité des mille planètes, est officialisée dans le rôle-titre en même temps que l'annonce du film en octobre 2017. Elle est entourée d'actrice et acteurs plus expérimentés comme Cillian Murphy, Luke Evans et Helen Mirren.

### Tournage
Le tournage débute en novembre 2017. Il a lieu notamment à la Cité du cinéma à Saint-Denis, en Serbie, à Moscou, à Milan (Galleria Vittorio Emanuele II, piazza del Duomo) et en Guadeloupe (Sainte-Anne, Le Gosier). À Paris, les prises de vues ont notamment lieu dans le 16e arrondissement (avenue du Président-Kennedy, place du Trocadéro-et-du-11-Novembre), sur le pont des Arts et sur le quai François-Mitterrand.

### Musique
La musique du film est composée par Éric Serra, fidèle collaborateur de Luc Besson (à l'exception de quelques films comme Angel-A ou Valérian et la Cité des mille planètes). Il compose notamment la chanson I am Criminal, interprétée par sa fille Mitivaï Serra.
Liste des titres
1. I Am Criminal
2. Message from the KGB
3. Car Race in Moscow
4. Put Faith in Yourself, Pt. 1
5. Put Faith in Yourself, Pt. 2
6. Put Faith in Yourself, Pt. 3
7. I Work for the KGB Baby
8. Brawl in Pectopah
9. Adversity Is a Good Teacher, Pt. 1
10. Adversity Is a Good Teacher, Pt. 2
11. Settling in Another Grey Box
12. Izmailovo Market
13. Only One Way to Leave
14. Mission in Milan, Pt. 1
15. Mission in Milan, Pt. 2
16. Five Minutes to Cut a Deal
17. I Need His Finger
18. Find Me in the Closet
19. Criminal
20. Miller's Proposal
21. Escape from KGB
22. Disturbing Day for Maude
23. Meeting at Parc Monceau
24. Six Months of Freedom
25. Mexican Standoff in Paris
26. Anna Is Free
27. Olga in Her New Office
28. My Beauty (My Soul Edit)

On peut par ailleurs entendre dans le film des chansons et compositions non originales :
- Pump Up the Jam de Technotronic
- The Helvetic Magician de K. Busser
- La donna è mobile et La traviata de Giuseppe Verdi
- Symphonie no 8, op. 93, en fa majeur de Ludwig van Beethoven
- Need You Tonight d'INXS
- My Beauty de Yann Brunissen, Stéphane Chenu et Ludovic Piquemal

## Accueil

### Critiques
Sur l'agrégateur américain Rotten Tomatoes, Anna obtient 29 % d'opinions favorables, pour 45 critiques et une note moyenne de 4,66⁄10. Sur Metacritic, le film décroche une moyenne de 40⁄100, pour 14 critiques. La presse nord-américaine émet des critiques négatives : The Hollywood Reporter dit que le réalisateur « ressasse Nikita » et Indiewire, qu’« un nouveau film sur une femme vide que (Luc Besson) peut remplir de ses propres désirs ». Le Los Angeles Times ironise sur un film qui évoque « une femme qui se relève après une vie d'abus et de manipulation par des hommes ». TVA Nouvelles parle d'un « ratage magistral » et d'une actrice qui « ne sait visiblement pas jouer » et Le Devoir, d'une « soupe aux navets […] ridicule » et « misogyne à hurler ».

### Box-office
Aux États-Unis et au Canada, Anna sort en même temps que Child's Play : La Poupée du mal et Toy Story 4, dans 2 150 salles pour son week-end d'ouverture. Il enregistre 1,4 million de dollars pour son premier jour et se classe 11e au box-office.
| Pays ou région    | Box-office      | Date d'arrêt du box-office | Nombre de semaines |
| ----------------- | --------------- | -------------------------- | ------------------ |
| États-Unis Canada | 7 743 794 $     | 8 août 2019                | 7                  |
| France            | 732 228 entrées | 14 août 2019               | 6                  |
| Total mondial     | 31 626 978 $    | -                          | -                  |

## Analyse

### Anachronismes
Le film s'est vu reprocher à de multiples reprises ses nombreux anachronismes,,,,.
Alors que l'action est censée se dérouler au début des années 1990 (avec un passage en début du film en 1985), les personnages utilisent des téléphones mobiles dont la taille et l'apparence correspondent aux appareils disponibles au tout début des années 2000 et s'envoient des SMS. Anna utilise aussi chez elle, à Moscou, en 1987, un ordinateur portable à écran plat ressemblant à un ThinkPad (IBM/Lenovo) que le commun des Russes n'aurait jamais pu trouver en raison de la guerre froide et des lois de restrictions à l'exportation des États-Unis, sous une version de Microsoft Windows (3.x ou 95) qui n'existait pas à l'époque, pour remplir un formulaire d'entrée dans la Marine russe. À cette époque, Internet n'était accessible qu'à l'armée américaine et à quelques universités aux États-Unis et au Canada, en mode texte seulement, et le World Wide Web n'est créé qu'en 1992. De même, la scène se passant à Moscou en 1990, toutes les voitures ont des phares blancs qui ne sont apparus qu’à partir de 1993.
L'une des scènes du début est censée se dérouler à l'hôtel Cosmos se situant sur la place Charles-de-Gaulle à Moscou en 1990 ; un plan large est alors fait sur la statue du général se trouvant sur l'esplanade de l'hôtel. Or cette statue n'existe pas à l'époque, puisqu'elle fut inaugurée en 2005 à l’occasion des 60 ans de la victoire de l'Union soviétique sur l'Allemagne nazie.
À deux reprises, le personnage principal doit passer un appel dans une cabine téléphonique française où le numéro de rappel de celle-ci est établi sur 10 chiffres. Or la numérotation des lignes téléphoniques françaises est passée de 8 à 10 chiffres le 18 octobre 1996. De plus le logo de l'opérateur français (France Télécom) figurant dans la cabine date de 1996.Dans la scène suivante, elle repart à Moscou et l’on voit des taxis jaunes qui sont des Skoda Octavia 3ème génération avec des feux arrières led qui ne sont apparus qu’après 2013.
Dans une scène qui se situe au quartier général du KGB, on utilise un ordinateur portable avec un port USB, que le personnage principal utilise pour copier des données via une clé USB. Or l'USB a été conçu au milieu des années 1990 et la première norme de celui-ci (norme 1.0) a été lancée en 1996, mais connaît un large développement lors de la sortie de la norme 1.1. Le premier brevet pour une mémoire Flash USB n'a quant a lui été déposé qu'en avril 1999,. Anna remet néanmoins une clé USB au responsable du KGB dans le parc Monceau. Elle remet également un disque de 2,5" SATA à Olga et au responsable de la CIA, alors que ce format date de 2003.

## Éditions vidéo
Le film sort en France le 13 novembre dans un coffret Blu-ray édition spéciale Fnac, le coffret comprend les films Anna, Lucy et Nikita.